# سيتسو ساواجاتا
سيتسو ساواجاتا (باليابانية: 澤潟 節)، هو لاعب كرة قدم ياباني سابق كان يلعب كلاعب وسط. سبق له أن لعب مع منتخب اليابان.

## وصلات خارجية
- سيتسو ساواجاتا على موقع ناشيونال فوتبول تيمز (الإنجليزية)

- National Football Teams
- Japan National Football Team Database